# 拟游藤卫矛
拟游藤卫矛（学名：Euonymus vaganoides）为卫矛科卫矛属的植物，是中国的特有植物。分布于中国大陆的广西、云南、湖南、西藏等地，生长于海拔1,250米至1,950米的地区，常生长在山坡林下，目前尚未由人工引种栽培。